# Гігантська арка
Гігантська дуга — великомасштабна структура, відкрита в червні 2021 року, яка охоплює 3,3 мільярда світлових років. Розмір цієї структури перевищує поріг у 1,2 мільярда світлових років, що ставить під сумнів космологічний принцип, згідно з яким у досить великих масштабах Всесвіт вважається однорідним та ізотропним. Гігантська дуга складається з галактик, галактичних скупчень, а також газу та пилу. Вона розташована на відстані 9,2 мільярдів світлових років, а її довжина складає приблизно 1/15 радіуса видимого Всесвіту. На небі Гігантська дуга простягається на кут 10 градусів. Її виявила команда Алексії Лопес, аспірантки-космологині з Університету Центрального Ланкаширу, використовуючи дані Слоанівського цифрового огляду неба. Гігантська арка і сусіднє Велике кільце можуть бути частиною пов'язаної космологічної системи.